# Piper sanluisense
Piper sanluisense är en pepparväxtart som beskrevs av William Trelease. Piper sanluisense ingår i släktet Piper och familjen pepparväxter. Inga underarter finns listade i Catalogue of Life.